# 天満神社 (宝塚市)
天満神社（てんまんじんじゃ）は兵庫県宝塚市山本にある神社である。地元では「西の宮さん」と呼ばれ、東の松尾神社と並んで旧川辺郡山本村の産土神。例祭は松尾神社と共催で、だんじり祭が行われる。

## 祭神
菅原道真 公

## 歴史
- 延元年間（14世紀初）、摂津国住吉郡吾孫子（現:大阪市住吉区我孫子町）の豪族であった若池貞満が、天満宮を奉じて祀ったと伝えられる。
- 室町時代末、兵火により焼失。天正年間（16世紀末）現在地へ祀られた。
- 若池貞満の子孫と、松尾神社を創建した坂上氏の子孫が交代で天満神社・松尾神社二座の宮座の運営を務め、地元では宮衆と呼ばれた。

## 社殿・境内
- 本殿：一間社春日造で、寛文5年（1665年）に再建された。
- 境内
  - 鳥居は寛文元年（1661年）に再建された。
  - 境内摂社には稲荷神社がある。
  - 境内にある大石は、行基が杖で飛ばしたと伝えられる。

## 祭事・年中行事
- 例祭は10月24日25日、松尾神社と共催でだんじり祭が行われる。
- 旧暦4/8に「とんとこ祭」と呼ばれる神輿渡御を行っていたが昭和37年（1965年）に途絶。平成元年（1989年）に神幸祭（5月8日）として復活、以降5年毎に開催されることとなった。

## 文化財
- 本殿が宝塚市の指定文化財に指定されている。

## 所在地・交通
- 兵庫県宝塚市山本西1-5-33
  - JR福知山線中山寺駅から徒歩11分